# ヒーツ
ヒーツ（HEETS）は、フィリップ・モリス製の加熱式たばこであるIQOS用のヒートスティックのこと。

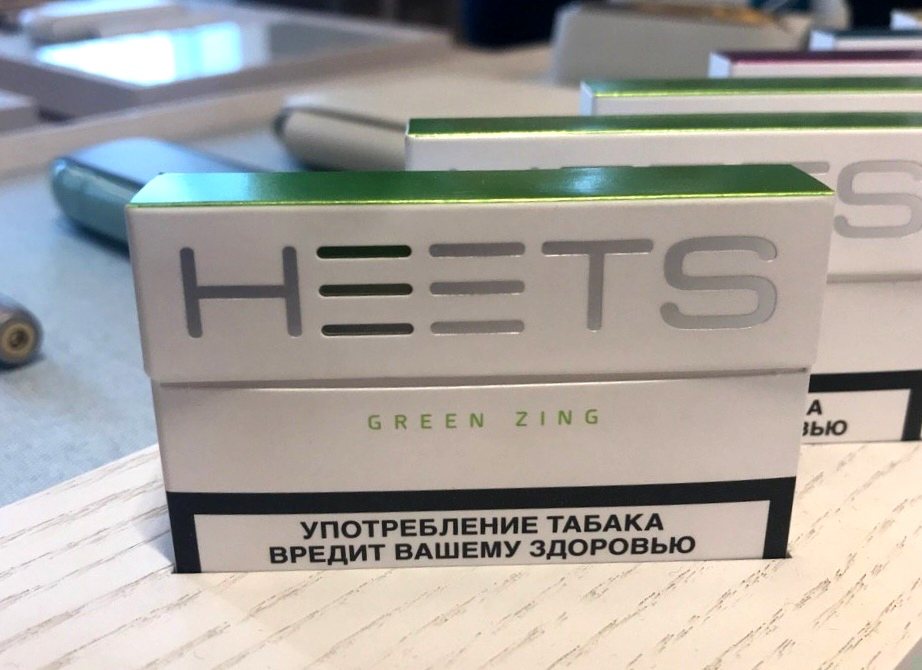
ロシアで発売されているHEETS

## 概要
「ヒーツ」は世界30ヵ国以上で展開されているIQOSのヒートスティックのグローバルブランドでより多くの喫煙者に満足してもらえるよう、世界中のタバコ葉をブレンドしている。一方「マールボロ」は日本人喫煙者の嗜好に合うよう、地中海側で取れたタバコ葉を使用している。日本では、2018年10月22日から北海道、沖縄、中国・四国地方、九州地方の18道県でテスト販売が開始され、2019年1月28日、「ヒーツ・ディープ・ブロンズ」、「ヒーツ・バランスド・イエロー」、「ヒーツ・クリア・シルバー」、「ヒーツ・フレッシュ・エメラルド」の4銘柄で全国展開が開始された。マールボロより低価格のシリーズとなっている。

## 歴史
- 2018年（平成30年）10月22日 - 地域限定でテスト販売開始[2]。
- 2019年（平成31年 / 令和元年）
  - 1月28日 - 全国発売[1]。
  - 7月29日 - メンソール系の商品を拡充してほしいというユーザーの声に答えて、深みのある爽快メンソールの「ヒーツ・フロスト・グリーン」、心地いい清涼メンソールの「ヒーツ・クール・ジェイド」を発売[4]。全6銘柄展開となる[4]。
- 2020年（令和2年）5月29日 - ヒーツシリーズ初のフレーバーメンソールである「ヒーツ・シトラス・グリーン」「ヒーツ・フレッシュ・パープル」を発売[5][6]。全8銘柄展開となる[5]。
- 2021年（令和3年）
  - 1月11日 - たばこ本来の味わいを重視した「ヒーツ・ピュア・ティーク」を発売[7][8]。全9銘柄展開となる[7]。
  - 3月12日 - 強冷や強メンソールへの要望に応えるため、「ヒーツ・アイシー・ブラック」発売[9][10]。全10銘柄展開となる[9]。
  - 7月5日 - 酸味爽快、フルーティメンソールの味わいの特徴とする「ヒーツ トロピカル イエロー」発売[11]。全11銘柄展開となる[11]。

## 製品一覧
IQOS ILUMA専用たばこ「センティア」への移行にともない、2023年9月までに全ての販売を終了した。